# 秦河勝
1. 秦楽寺所蔵の秦河勝坐像
2. 大阪府寝屋川市の伝秦河勝墓

秦 河勝 / 川勝（はた / はだ の かわかつ）は、6世紀後半（古墳時代）から7世紀前半（飛鳥時代）にかけて活動した日本の人物。山城国葛野郡太秦（現・京都府京都市右京区）を本拠とする秦氏の族長的な人物であり、同地に広隆寺を建立したことで知られる。『日本書紀』に河勝の名前が現れるのは3箇所のみだが、後世聖徳太子との関係が強調され、さらに猿楽の祖としても崇敬されることとなった。冠位は後世の記録では小徳（大花上）とされる。姓は造。
『上宮聖徳法王帝説』では「川勝秦公」と書かれる。この場合の「公」は姓ではなく尊称である。

## 出自
渡来系氏族・秦氏の出身。秦氏の出自に関しては、記紀に応神天皇の時代に日本へ来た渡来人の子孫であるとの記述があるが、その祖を秦の始皇帝とするのは平安時代の『新撰姓氏録』に初めて見える記述であり、中国系ではなく新羅系氏族であるとするのが通説となっている。
また、正史に現れる河勝以前の秦氏の人物は、その祖・弓月君のほかは秦酒公と秦大津父のみであり、秦氏の世系も不明瞭である。明応8年（1499年）の奥書を有する『広隆寺来由記』の系図では国勝の子で始皇帝の15世孫とされているものの、そのまま信じることは難しい。同系図では河勝の祖父が「河秦公」、父が「国勝秦公」とされており、河勝の名前を分割して後世創作されたものである可能性が指摘されている。

## 経歴

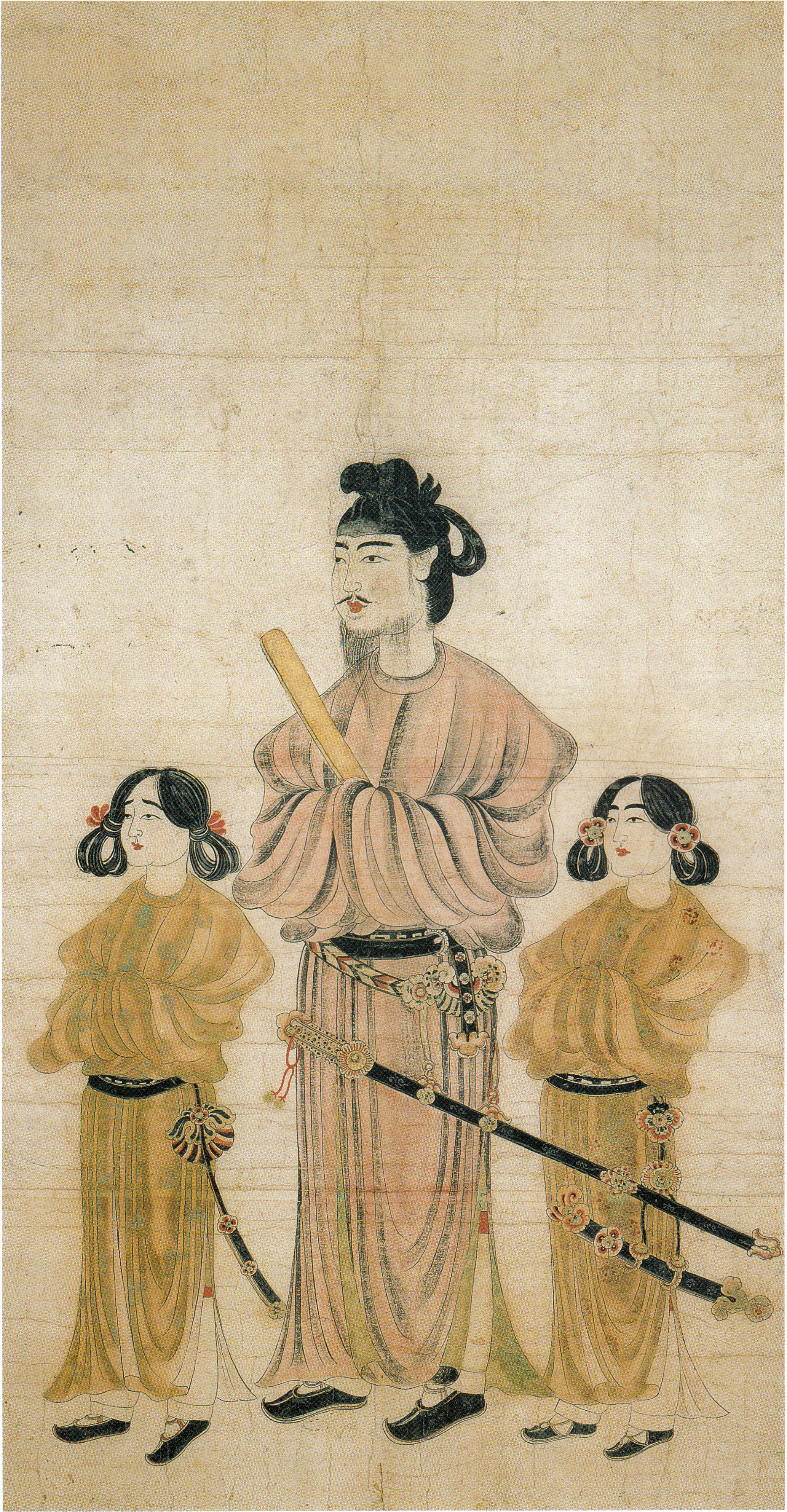
聖徳太子二王子像

### 乙未の乱
河勝が歴史上に初めて現れるのは、用明天皇2年（587年）の丁未の乱に際してである。『日本書紀』ではこの乱の経緯は、この年4月に用明天皇が仏教に帰依する立場を表明しつつも群臣の議論に委ねたため、排仏派の物部守屋らと崇仏派の蘇我馬子らの対立に発展し、7月に馬子が泊瀬部皇子・竹田皇子・厩戸皇子・難波皇子・春日皇子・紀男麻呂・巨勢比良夫・膳拕夫・葛城烏那羅ら諸皇子・豪族を糾合して守屋討伐の軍を起こしたとされている。同書では厩戸皇子が白膠木を斬って四天王像を刻み、迹見首赤檮が樹上の守屋を射落として殺害して勝利を収め、乱後に四天王寺が建立されたと伝えるが、この時の河勝の活動について言及はない。
河勝の参戦は『上宮聖徳法王帝説』にも記述がなく、これを伝えるのは延喜17年（917年）の『聖徳太子伝暦』である。同書では厩戸皇子（聖徳太子）が河勝に命じて白膠木を取らせて四天王像を刻み、さらに守屋の首を斬ったのも河勝であるとする。聖徳太子にまつわる物語が作られていく過程で河勝の重要性が増していったとみられ、この後も聖徳太子と河勝の関係は強調の度合いを増していく。1122年の『上宮聖徳太子伝補闕記』においても河勝が守屋の首を斬ったとされているが、さらに河勝の功績に対し冠位十二階の大仁を授けたとの記述があり、太子との結びつきが強まっている。また『聖徳太子伝暦』で「軍允」とされた河勝は『上宮聖徳太子伝補闕記』では「軍政」とされている。
加藤謙吉は、そもそも当時14歳の厩戸皇子が戦勝を四天王に祈願したという逸話を史実とみることはできず、この乱から57年後の皇極天皇3年（644年）まで河勝が活動していた記録が確認できることから、河勝の年齢からみてもあり得なくはないが不自然であるとして、河勝がこの戦闘に関与したことに否定的見解を示している。

### 広隆寺建立

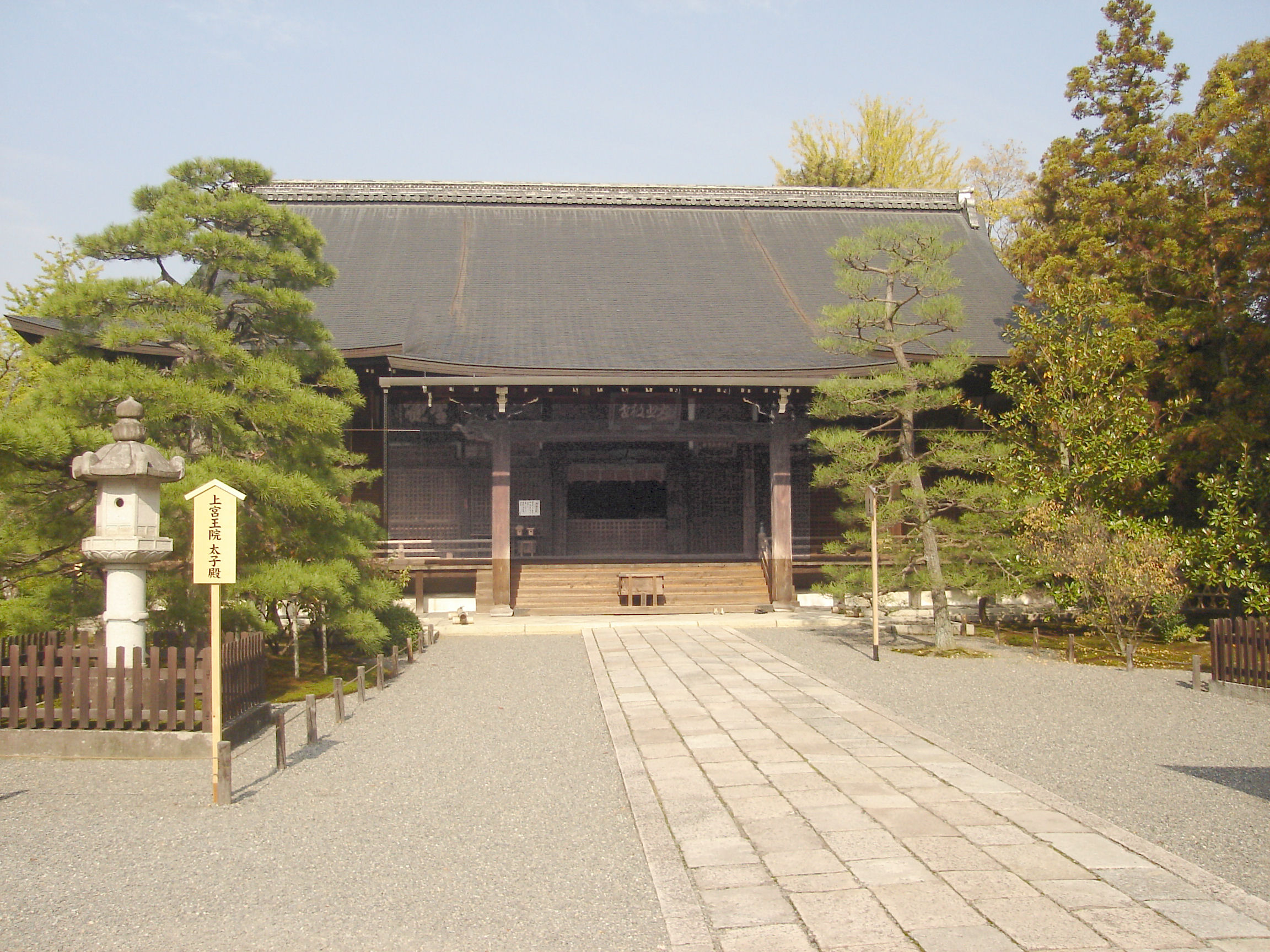
広隆寺 上宮王院太子殿

『日本書紀』における河勝の初見は推古天皇11年（603年）11月条である。皇太子（聖徳太子）が仏像を示して諸大夫に向かって誰かこの像を拝み奉る者はないかと問いかけたところ、秦造河勝が進み出て仏像を与えられ、蜂岡寺を建立したと記述される。蜂岡寺は現在の京都府京都市右京区太秦蜂岡町に所在する広隆寺のことであるとされている。
他方、広隆寺の創建については推古天皇30年（622年）という説も存在する。承和3年（836年）の日付を持つ『広隆寺縁起』（『朝野群載』所収）に、「推古天皇即位壬午の歳（622年）、聖徳太子の御為に大花上秦造河勝」が建立したと記述されていることを根拠とするものである。寛平2年（890年）ごろ成立の『広隆寺資財交替実録帳』にも同様の記述がある。
また『日本書紀』推古天皇31年（623年）7月条には新羅・任那の使者が来朝し、仏像・舎利・灌頂幡などを進上したので、そのうち仏像を葛野の秦寺に納めたという記述がある。『日本書紀』の記述のみを読めば推古天皇11年に建立された蜂岡寺＝葛野の秦寺＝広隆寺に推古天皇31年に仏像を加えて納めたということになるが、解釈次第では前述のような広隆寺の創建年代の問題を生じることとなる。
この問題については推古天皇11年と同30年のいずれか一方を創建年とみる説のほか、両者が別寺院であるとみる説や、広隆寺が移転したという説、さらに2つの寺院が合併したのが現在の広隆寺であると考える説などが提唱されている。

なお『上宮聖徳太子御伝補闕記』丙午年（616年）条には、これ以前、聖徳太子が諸国を巡った際に、山代国の楓野村（葛野郡）の蜂岳の南に宮を建てたところ、その宮を河勝が一族を率い敬うことを怠らなかったので太子は大いに喜び小徳に叙し、また宮を預け新羅の仏像を与え、宮は寺院となったとある。

### 新羅とのかかわり
河勝が2度目に『日本書紀』に現れるのは、推古天皇18年（610年）10月、新羅・任那の使者が来朝した際、土師連菟とともに新羅の導者となったというものである。河勝の抜擢は、秦氏が通説では新羅系氏族と考えられていることとも関係していると考えられている。

### 大生部多を打倒する

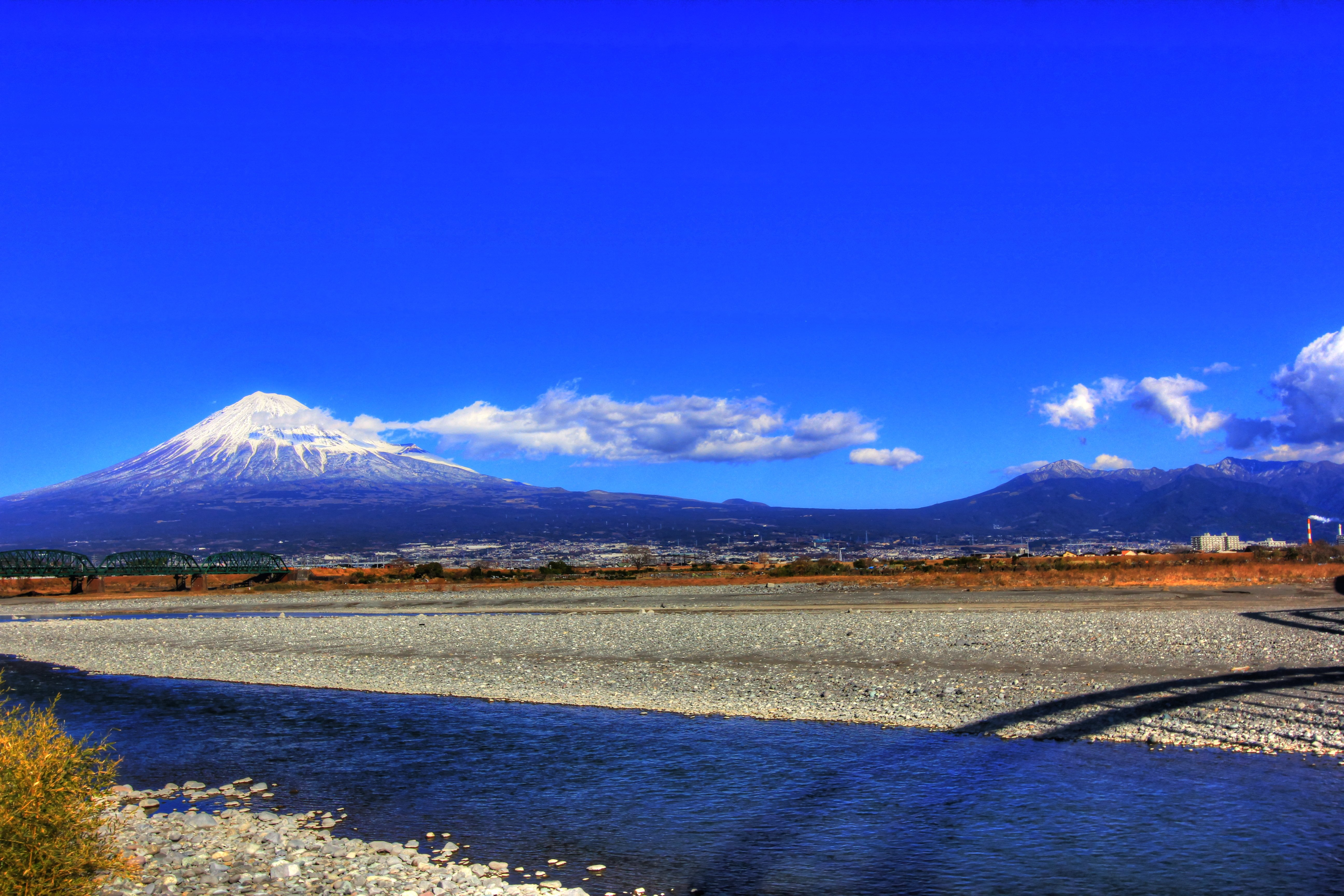
現在の富士川（静岡県）

『日本書紀』に見える最後の河勝の活動は、皇極天皇3年（644年）7月条の、東国不尽川（富士川）辺の人・大生部多（おおふべのおお）を打倒したというものである。東国不尽川辺の人・大生部多は、虫を常世の神と称して祀ることを村里の人に勧め、巫覡らは神のお告げと偽り「常世の神を祀れば貧しき人は富み、老人は若返る」と言い、これを信じた人々に財産を棄てさせた。都鄙の人々は常世の虫を座に置いて歌い舞ったが、得るところはなく、損をするのみであった。葛野の秦造河勝は、民衆が惑わされているのをにくんで大生部多を打ち、巫覡らは恐れて勧め祀るのを止めた。時の人は以下のような歌を詠んだ。
この虫は橘や曼椒（サンショウ）に付き、長さは4寸、頭は親指ほどで色は緑で黒い斑点があり、カイコに似るという。
この事件は『日本書紀』のみに見えるものであり、大生部という氏族が『新撰姓氏録』などにも見えないことから、秦氏の支配下にあったとする見解もあるものの河勝がどのような立場から打倒にあたったのかはっきりしない。

## 位階
『日本書紀』には河勝の位階の記述はない。後世の『上宮聖徳太子伝補闕記』には乙未の乱の功績で大仁の位を与えられ、丙午年（616年）条に聖徳太子から小徳の位を与えられたことが見える。これに対し『聖徳太子伝暦』は推古天皇27年（619年）に致仕して小徳の位とともに功田6町を与えられたという矛盾した記述をしている。
他方、『広隆寺縁起』（『朝野群載』所収）や『広隆寺資財交替実録帳』では「大花上」、『広隆寺来由記』では「小徳位大花上」とされている。大花上/下は冠位十二階の大/小徳に相当する冠位だが、本来は大夫格の中央有力氏の代表者に与えられるものであるから、その格ではない河勝が小徳を授かったというのは秦氏による後世の誇張であると加藤謙吉は推測している。

## 伝説

### 芸能の神
室町時代の世阿弥は「秦元清」を名乗り、その著書『風姿花伝』で河勝を能楽の始祖に位置付けた。すなわち、聖徳太子が秦河勝に命じて六十六番の遊宴を作らせたものが「申楽」の始まりと伝えている。金春禅竹も『明宿集』で河勝には3人の子があり、それぞれに武・伶人・猿楽を伝え、その子孫が大和国の長谷川党・河内天王寺の伶人・金春大夫であると述べている。

### 生誕伝説
『風姿花伝』はさらに、次のような河勝の生誕伝説も伝えている。欽明天皇の御代、大和国泊瀬川の洪水の際、三輪神社のほとりに上流から壺が流れ着き、その中に嬰児がいたため天皇に伺いを立てると、天皇の夢中で嬰児が我は始皇の再誕であると名乗ったため召され、秦の姓を与えられたのが河勝であるという。『明宿集』も推古天皇の御代とするがほぼ同様の伝承を記録しており、林羅山『本朝神社考』にも同じ内容が記述されている。また『和漢三才図会』では初瀬川から出たことから「河勝」と名付けられたとされる。

### 大避神社

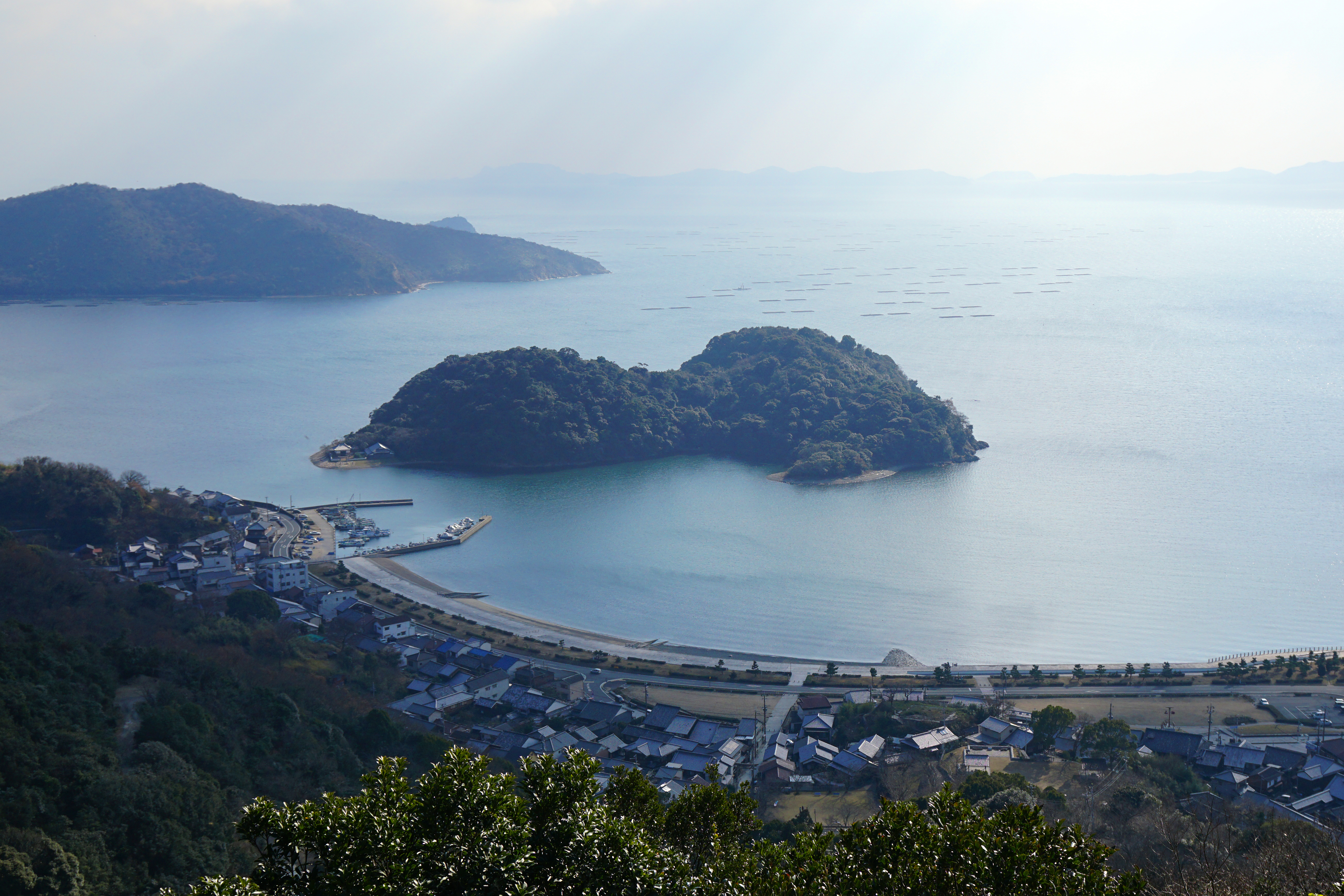
兵庫県赤穂市の生島。

大生部多打倒以降の河勝の動静は正史には見えないが、江戸時代成立の『播州赤穂郡志』では山背大兄王と親しかった河勝は蘇我入鹿による危害をおそれ、難波から出航して皇極天皇3年（644年）秋に播磨国赤穂郡坂越（現在の兵庫県赤穂市坂越）に来着したという。その時点で83歳で、同地で最期を迎えたという。同書では河勝が存命中に住み、そして葬られた場所として生島を挙げ、坂越の大避大明神の神社は秦河勝公を祀るとしている。
類似の伝承は先行する『風姿花伝』にも見え、摂津国難波浦からうつほ舟に乗って出航し、播磨国赤穂郡坂越浦へ漂着した後、大荒大明神となったとされている。
これらの伝承から大避神社の神域である生島には秦河勝のものと伝えられる墓がある。同社の社伝では河勝の死没を大化3年（647年）9月12日としている。同じく赤穂市有年（うね）にも大避神社があるがこれは坂越の分家である。

### その他

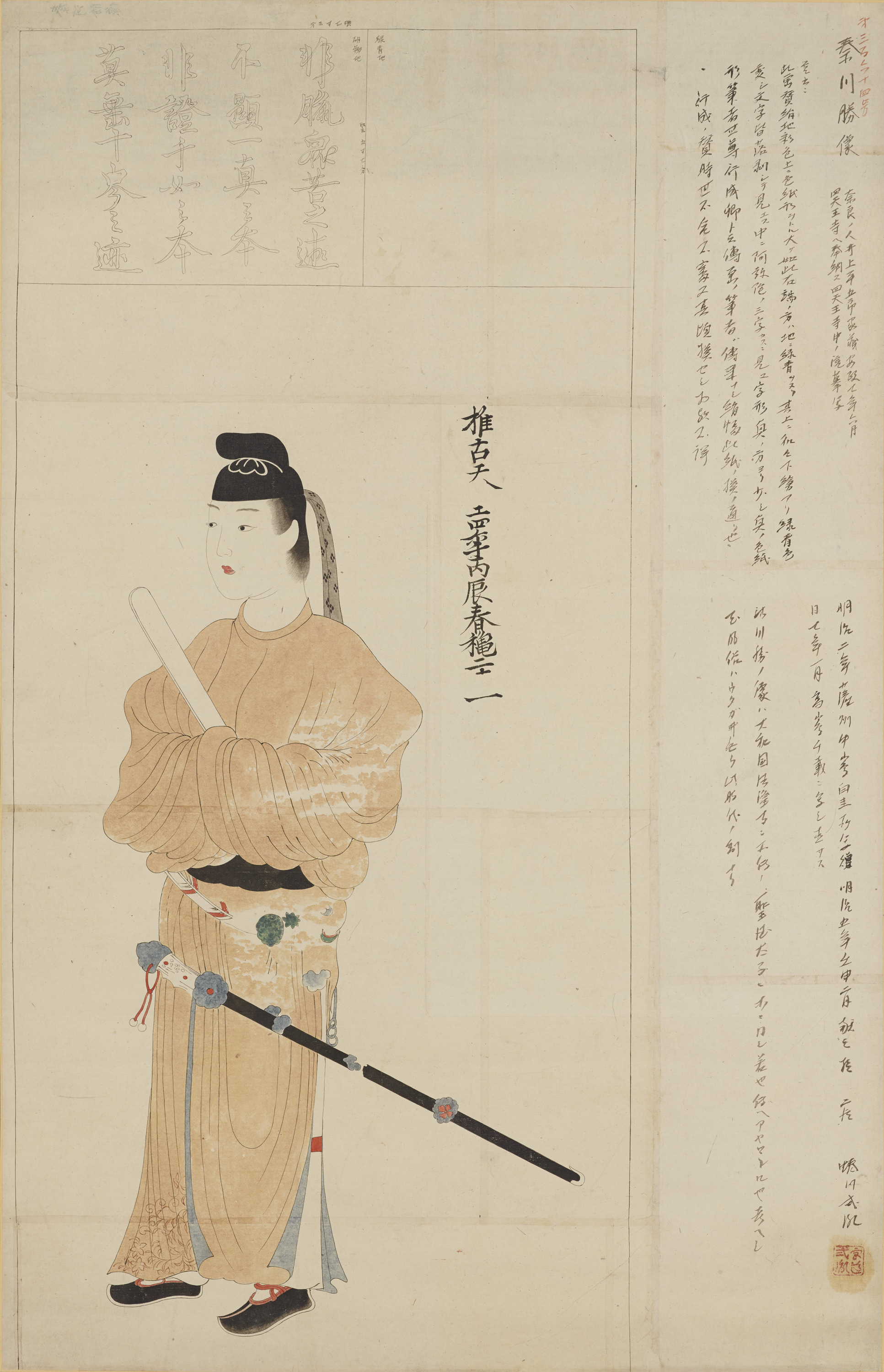
四天王寺秦河勝像（模本） 東京国立博物館所蔵

- 四天王寺には「聖徳太子摂政像〔伝秦川勝像〕」と称される画像が所蔵されており、書き込まれた文章から、安永7年（1778年）に薬師寺蔵「聖徳太子摂政像」を模写して「秦河勝像」として制作されたことが分かる[14]。薬師寺本は口髭や顎髭がないといった相違点を有するものの「聖徳太子二王子像」のうちの太子像と似ており、13世紀にこれを模写したものと考えられているが、薬師寺本が当初聖徳太子像として描かれたものか、秦河勝像として描かれたものかについては両方の見解が存在する[50]。
- 河勝のものと伝わる墓は大阪府寝屋川市にも存在する[51]。同地は『和名類聚抄』の茨田郡幡多（はた）郷に属し、秦氏が住んだ土地と考えられる[51]。墓石は慶安2年（1649年）の年記を持つ花崗岩製の五輪塔で、碑文によればかつて存在した五輪塔が文禄堤築造のため持ち去られたため秦姓河勝氏宗勝・長明が再建したものだという[51]。
- 『聖徳太子伝暦』や『上宮聖徳太子補闕記』では聖徳太子が楓野別宮を秦河勝に与える際、将来この地が都となることを予言したという逸話が記録されているが、史実とは考えられず平安京遷都後に後付けで生じた話である[52]。
- 『拾芥抄』には、平安京大内裏はもとは「秦ノ川勝宅」であったという記述がある[53][54]。
- 奈良県磯城郡田原本町秦庄の秦楽寺[55]、大阪府八尾市の教興寺[56]も河勝の創建した寺院であるとの伝承を有する。
- 宇治市の放生院の伝説によると、推古天皇11年（603年）、聖徳太子の命を受けた秦河勝が宇治橋を架け、放生院をも開創したという。ただし宇治橋断碑の碑文によれば宇治橋は大化2年（646年）に元興寺の僧である道登によって架けられたとされている[要出典]。
- 京都市右京区西京極にはかつて川勝寺とよばれる寺があり、近隣には｢秦河勝終焉之地｣の碑がある。この地域は明治の初めまで川勝寺村と呼ばれた[要出典]。

## 宿神
後世においては神格化がされており、翁面や北斗七星の神である宿神と同一視されていた。服部幸雄は「宿神である秦河勝の実体は摩多羅神であり、摩多羅神と秦河勝は同一視できる」、川村湊は「「宿神」は具体的には「翁面」として表され、歴史神話的には秦河勝であり、それは摩多羅神でもありうるということになるのである。」と主張している。

## 系譜

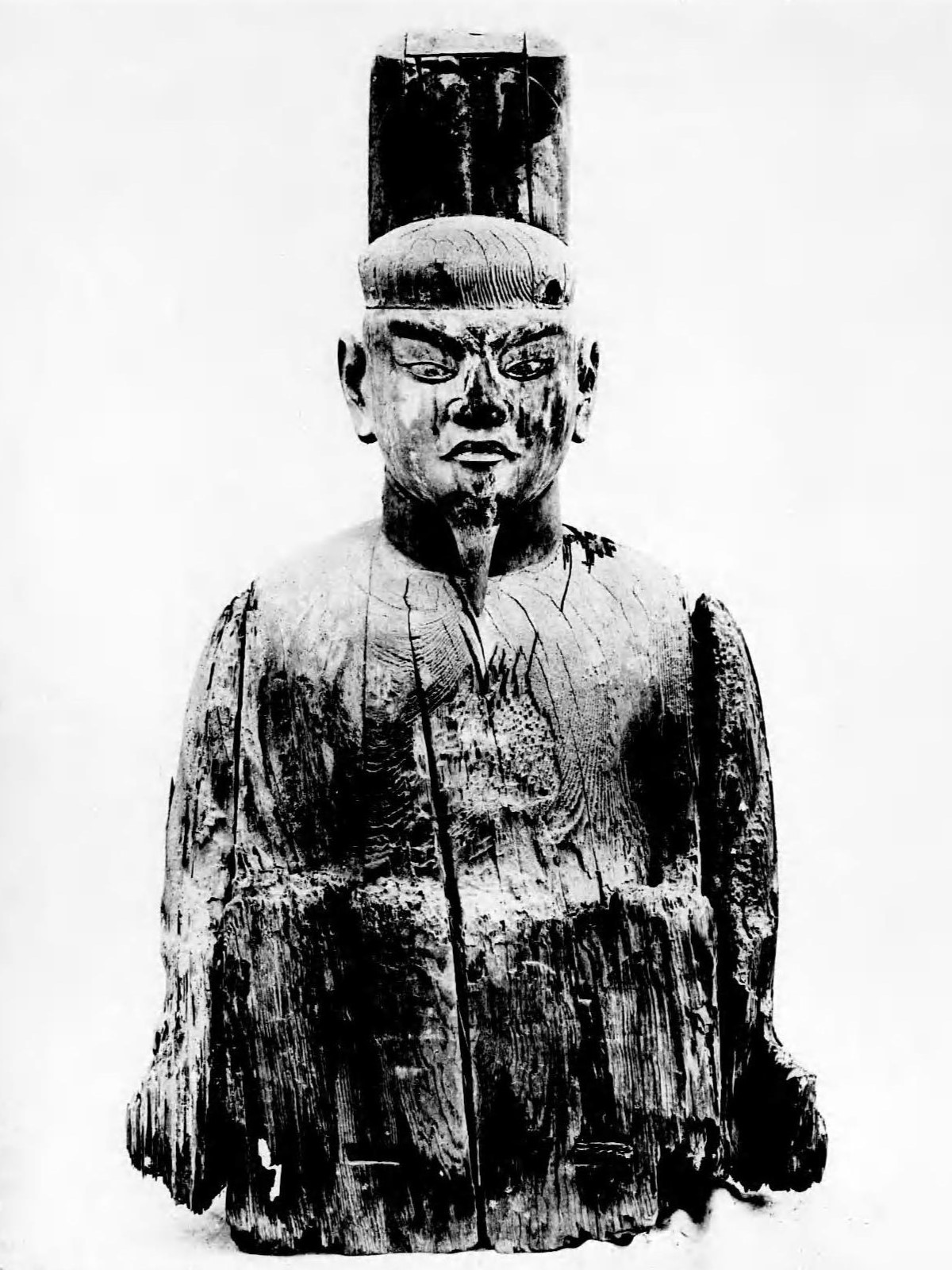
伝・秦川勝像（広隆寺蔵・重要文化財「木造神像」）

秦氏の信頼性の高い系譜は存在せず、河勝の親や子・孫についても正史で確認できる人物はいない。
- 父：秦国勝？（『広隆寺来由記』「秦氏系図」[4][6]）[5]
- 父：秦丹照？（東京大学史料編纂所蔵『惟宗系図』[59]）
- 母：不詳
- 兄弟：秦和賀？（東京大学史料編纂所蔵『惟宗系図』[59]）
- 生母不明の子女
  - 男子：秦石勝？（東京大学史料編纂所蔵『惟宗系図』[59]）
  - 男子：秦田来津？（東京大学史料編纂所蔵『惟宗系図』[59]）
  - 男子：秦物主？（東京大学史料編纂所蔵『惟宗系図』[59]）
  - 男子：秦萬里？（観世流・金春流の遠祖とされる[60]）
  - 男子：秦広国？（長宗我部氏の遠祖）
  - 男子：秦尊良？（秦久能忠仁は河勝の孫にあたる）[61]

秦氏の後裔を称するものはきわめて多く、以下のものが挙げられる。
- 金春氏（前述）。
- 戦国大名の長宗我部氏や幕臣の川勝氏[62]。
- 天王寺楽人の家柄である薗・林・東儀[注釈 3]・岡家（『楽家録』）[56]。